# Greg Somerville
Greg Mardon Somerville (Wairoa, 28 novembre 1977) è un ex rugbista a 15 neozelandese, a lungo pilone dei Crusaders e della provincia rugbistica di Canterbury, nonché internazionale per gli All Blacks dal 2000 al 2008.

## Biografia
Somerville esordì nel campionato nazionale provinciale nelle file di Canterbury, una delle più prestigiose province rugbistiche neozelandesi; nel 1999 debuttò anche nel Super Rugby nelle file della franchise provinciale, i Crusaders; in nove stagioni in tale formazione si assicurò sei titoli assoluti della competizione SANZAR.
Debuttò in Nazionale neozelandese a North Shore City contro Tonga nel 2000 (vittoria per 102-0) e prese parte alla Coppa del Mondo di rugby 2003 in Australia nella quale gli All Blacks si classificarono terzi.
Prese parte anche alla Coppa del Mondo di rugby 2007, dopodiché, un anno più tardi, cessò il suo impegno con la Federazione neozelandese ed emigrò in Inghilterra al Gloucester, in Premiership, con un contratto di 30 mesi.
Terminato l'impegno inglese, tornò nell'Emisfero Sud in Australia, come ingaggio per lo startup della neonata franchise dei Melbourne Rebels, con i quali disputò il Super Rugby 2011, al termine del quale si ritirò, rifiutando pure un'offerta economica per un breve ritorno nel 2012.
Durante il periodo inglese Somerville ricevette un invito per disputare due incontri nei Barbarians a fine stagione 2008-09.

## Palmarès
- Super Rugby: 6
Crusaders: 1999, 2000, 2002, 2005, 2006, 2008
- National Provincial Championship: 2
Canterbury: 2001, 2004